# Le Dîner de cons
Le Dîner de cons (Engelse titel: The Dinner Game) is een Franse film van Francis Veber die werd uitgebracht in 1998.
Veber verfilmde zelf zijn gelijknamige succesvolle toneelstuk uit 1993. Le Dîner de cons is de vierde film met  François Pignon als hoofdpersonage. Pignon is een vriendelijke maar sullige, onhandige en naïeve man en werd als personage bedacht door Veber. Le Dîner de cons was in Frankrijk in 1998 de meest succesvolle film, op Titanic na.

## Samenvatting
Pierre Brochant, een Parijse uitgever, nodigt zijn vrienden wekelijks uit op een 'dîner de cons'. Iedereen moet om de beurt een idioot meebrengen, liefst iemand die maniakaal bezig is met een onbenullig tijdverdrijf en daar onuitputtelijk over kan doordrammen. De vrienden vinden het heerlijk de idioot de ganse avond fijntjes voor de gek te houden zonder dat deze het doorheeft. Op een dag is Brochant ervan overtuigd het gezelschap de grootste sul ter wereld te kunnen voorschotelen: François Pignon, een boekhouder op het ministerie van financiën die een grote passie koestert voor modelbouw met lucifers.

## Rolverdeling
| Acteur                | Personage          | Beschrijving                               |
| --------------------- | ------------------ | ------------------------------------------ |
| Jacques Villeret      | François Pignon    | boekhouder op het ministerie van financiën |
| Thierry Lhermitte     | Pierre Brochant    | uitgever                                   |
| Francis Huster        | Juste Leblanc      | schrijver                                  |
| Daniel Prévost        | Lucien Cheval      | belastingscontroleur                       |
| Alexandra Vandernoot  | Christine Brochant | de vrouw van Pierre                        |
| Catherine Frot        | Marlène Sasseur    | de minnares van Pierre                     |
| Edgar Givry           | Jean Cordier       |                                            |
| Christian Pereira     | Sorbier            | dokter                                     |
| Pétronille Moss       | Louisette Blond    | een collega van François                   |
| Benoît Bellal         |                    | de eerste animator                         |
| Pierre Arnaud-Juin    | Boissonade         |                                            |
| Jacques Bleu          |                    | de derde animator                          |
| Daniel Martin         | Messignac          |                                            |
| Philippe Brigaud      |                    | de boomerangliefhebber                     |
| Elvire Meillière      | Gisèle             |                                            |
| Michel Caccia         |                    | een genodigde                              |
| Laurent Gendron       |                    | een genodigde                              |
| Myckaël Georges Schar |                    | de tweede animator                         |
| Rémy Roubakha         | Carlier            |                                            |
| Candide Sanchez       |                    | de bankbediende                            |